# Judith Jabur de Moura
Judite Jabur de Moura (Vitória da Conquista, 8 de outubro de 1945 — Itapetinga, 8 de abril de 2010) foi uma escritora brasileira.

## Biografia
Filha de Júlia Musse Jabur e Joaquim Jabur. Residiu na cidade de Itapetinga, Bahia, por cerca de 27 anos, era casada com o pecuarista Jayme Fernandes de Moura. Foi a segunda presidente da Academia Itapetinguense de Letras realizando um destacado serviço em prol da cultura da região.
Romancista, poetisa, contista, historiadora e escritora de livros infantis. Faz parte do Dicionário Crítico de Escritoras Brasileiras. Formada em Ciências Técnicas Profissionalizou-se em Contabilidade. Respondeu pela coluna “Dicas, Manias e Charme” por cerca de 20 anos, no Jornal Dimensão.
Teve vários livros editados, entre eles: “Diálogo Silencioso”, “Face Real”, “Histórias e Causos de Itapetinga”, “Histórias e Causos de Itapetinga II”, “Perfil Feminino no Cinqüentenário de Itapetinga”, “Personalidades do Coroas – 31 Anos”.
E participou das seguintes obras: “Antologia dos Poetas de Itapetinga”, “Antologia Poética – 50 Anos de Itapetinga”, “Homenagem a Juvino Oliveira no seu Centenário”, “Catálogo de Literatura - UESB”, “Dicionário Crítico de Escritoras Brasileiras” e “Dicionário de Autores Baianos”.